# واسکو سوسا
واسکو سوسا (انگلیسی: Vasco Sousa؛ زادهٔ ۳ آوریل ۲۰۰۳) بازیکن فوتبال اهل پرتغال است که در حال حاضر برای باشگاه فوتبال پورتو بی بازی می‌کند. 
وی همچنین در تیم‌های ملی فوتبال زیر ۱۵ سال پرتغال، زیر ۱۶ سال پرتغال، زیر ۱۷ سال پرتغال، زیر ۱۹ سال پرتغال و زیر ۲۱ سال پرتغال بازی کرده است.